# ایستگاه متروی امیرکبیر (تهران)
ایستگاه متروی امیر کبیر یکی از ایستگاه‌های خط ۶ متروی تهران است. این ایستگاه ۲۷ آذر ۱۳۹۹ به صورت رسمی افتتاح شد.